# Progressione del record italiano dei 200 metri piani maschili

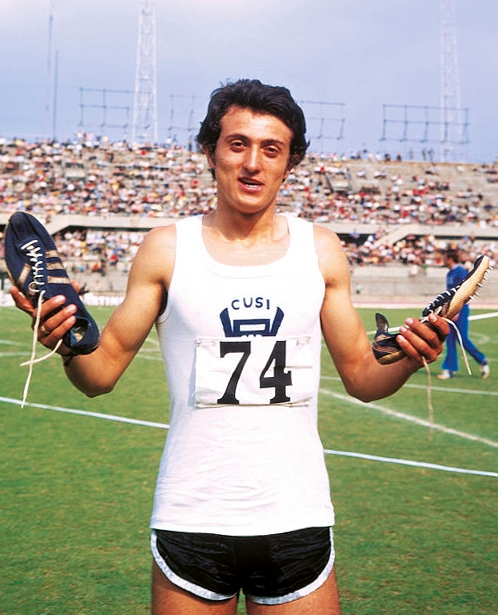
Pietro Mennea, detentore del record italiano ed europeo nei 200 metri piani dal 1972.

La voce seguente illustra la progressione del record italiano dei 200 metri piani maschili di atletica leggera.
Il primo record italiano maschile su questa distanza venne ratificato il 26 luglio 1896. Fino al 1975 sono stati ratificati record misurati con cronometraggio manuale; dal 1975 è entrato in scena il cronometraggio elettronico.

## Progressione

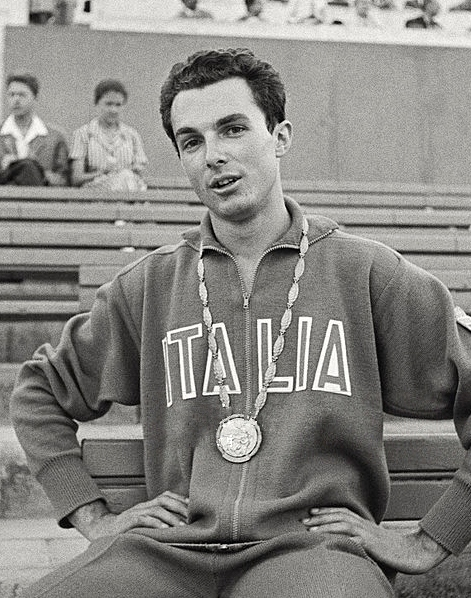
Livio Berruti, detentore del record italiano dal 1959 al 1964.

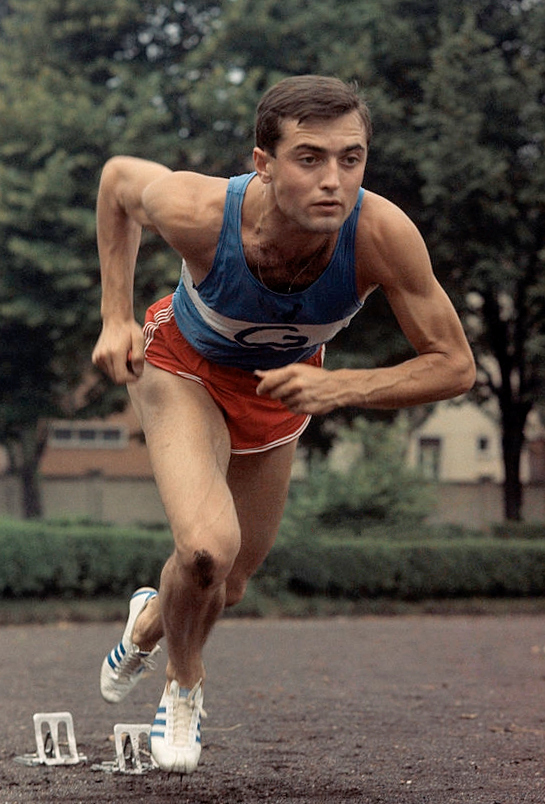
Sergio Ottolina, detentore del record italiano dal 1964 al 1972.

| Tempo                      | Vento (m/s)   | Atleta            | Società                             | Luogo             | Data              | Note |
| -------------------------- | ------------- | ----------------- | ----------------------------------- | ----------------- | ----------------- | ---- |
| 26"1/5                     | nw            | Pietro Lualdi     | Gruppo Sportivo Podistico Ippogrifo | Milano            | 26 luglio 1896    | r    |
| 26"1/5                     | nw            | Pasquale Bianchi  |                                     | Milano            | 26 luglio 1896    | r    |
| 26"0                       | nw            | Umberto Brignano  | Sport Club Audace Torino            | Torino            | 14 agosto 1898    | r    |
| 26"0                       | nw            | Nicola Andrea     | Sport Club Audace Torino            | Torino            | 14 agosto 1898    | r    |
| 25"0                       | nw            | Lodovico Scalero  | Sport Club Audace Torino            | Torino            | 14 agosto 1898    | r    |
| 24"0                       | nw            | Umberto Ferrari   |                                     | Genova            | 6 aprile 1899     | r d  |
| 24"3/5                     | nw            | Alberto Mesones   | Club Sportivo Virtus Roma           | Roma              | settembre 1905    | r    |
| 22"2/5                     | nw            | Ettore Capucci    |                                     | Berwich           | 30 aprile 1904    | y r  |
| 23"1/5                     | nw            | Umberto Barozzi   | Ginnastica e Scherma Novara         | Novara            | 21 giugno 1908    | r    |
| 24"1                       | nw            | Umberto Barozzi   | Ginnastica e Scherma Novara         | Londra            | 21 luglio 1908    |      |
| 24"0                       | nw            | Franco Giongo     | Athletic Club Torino                | Parigi            | 23 ottobre 1910   | g    |
| 23"0                       | nw            | Franco Giongo     | Athletic Club Torino                | Parigi            | 23 ottobre 1910   | g    |
| 22"4/5                     | nw            | Franco Giongo     | Club Sportivo Padovano              | Milano            | 12 maggio 1912    |      |
| 22"3/5                     | nw            | Franco Giongo     | Club Sportivo Padovano              | Praga             | 29 settembre 1912 | y    |
| 22"1/5                     | nw            | Franco Giongo     | Virtus Bologna Sportiva             | Budapest          | 7 giugno 1914     | h r  |
| 21"7                       | nw            | Franco Giongo     | Virtus Bologna Sportiva             | Vienna            | 28 giugno 1914    |      |
| 21"2/5                     | nw            | Alfredo Gargiullo | Gruppo Sportivo Nafta               | Diano Marina      | 25 agosto 1925    | r    |
| 21"3/5                     | nw            | Ruggero Maregatti | Associazione Sportiva Ambrosiana    | Milano            | 4 ottobre 1931    | g    |
| 21"2/5                     | nw            | Edgardo Toetti    | Sport Club Italia                   | Firenze           | 11 novembre 1932  | h r  |
| 21"2                       | nw            | Orazio Mariani    | Gruppo Sportivo Baracca             | Firenze           | 26 giugno 1938    |      |
| 21"2                       | nw            | Orazio Mariani    | Gruppo Sportivo Baracca             | Milano            | 15 luglio 1939    |      |
| 21"1                       | nw            | Vincenzo Lombardo | Gruppo Sportivo Fiamme Gialle       | Atene             | 4 agosto 1955     | g    |
| 21"1                       | nw            | Vincenzo Lombardo | Gruppo Sportivo Fiamme Gialle       | Colonia           | 31 luglio 1957    | g    |
| 21"1                       | nw            | Livio Berruti     | Gruppo Sportivo Fiamme Oro          | Firenze           | 18 aprile 1959    |      |
| 20"7                       | nw            | Livio Berruti     | Gruppo Sportivo Fiamme Oro          | Milano            | 7 giugno 1959     | g    |
| 20"7                       | nw            | Livio Berruti     | Gruppo Sportivo Fiamme Oro          | Varsavia          | 12 giugno 1960    |      |
| 20"7                       | nw            | Livio Berruti     | Gruppo Sportivo Fiamme Oro          | Siena             | 10 luglio 1960    |      |
| 20"5                       | nw            | Livio Berruti     | Gruppo Sportivo Fiamme Oro          | Roma              | 3 settembre 1960  |      |
| 20"5                       | nw            | Livio Berruti     | Gruppo Sportivo Fiamme Oro          | Roma              | 3 settembre 1960  |      |
| 20"5                       | nw            | Livio Berruti     | Gruppo Sportivo Fiamme Oro          | Milano            | 18 giugno 1961    | g    |
| 20"4                       | +1,4          | Sergio Ottolina   | Centro Sportivo Esercito            | Saarbrücken       | 21 giugno 1964    |      |
| 20"4                       |               | Pietro Mennea     | Avis Barletta                       | Torino            | 2 giugno 1972     |      |
| 20"2                       |               | Pietro Mennea     | Avis Barletta                       | Milano            | 17 giugno 1972    |      |
| 20"1                       | 0,0           | Pietro Mennea     | Alco Rieti                          | Roma              | 26 giugno 1975    |      |
| 20"1                       | 0,0           | Pietro Mennea     | Atletica Rieti                      | Pisa              | 14 settembre 1976 |      |
| Cronometraggio elettronico |               |                   |                                     |                   |                   |      |
| 20"23                      |               | Pietro Mennea     | Alco Rieti                          | Torino            | 13 luglio 1975    |      |
| 20"23                      | Pietro Mennea | Atletica Rieti    | Viareggio                           | 14 agosto 1976    |                   |      |
| 20"11                      | 0,0           | Pietro Mennea     | Fiat Carrelli Elevatori Bari        | Milano            | 2 luglio 1977     |      |
| 19"96                      | +0,2          | Pietro Mennea     | Fiat Iveco Torino                   | Città del Messico | 10 settembre 1979 | a    |
| 19"72                      | +1,8          | Pietro Mennea     | Fiat Iveco Torino                   | Città del Messico | 12 settembre 1979 | a    |